# Julia Probst

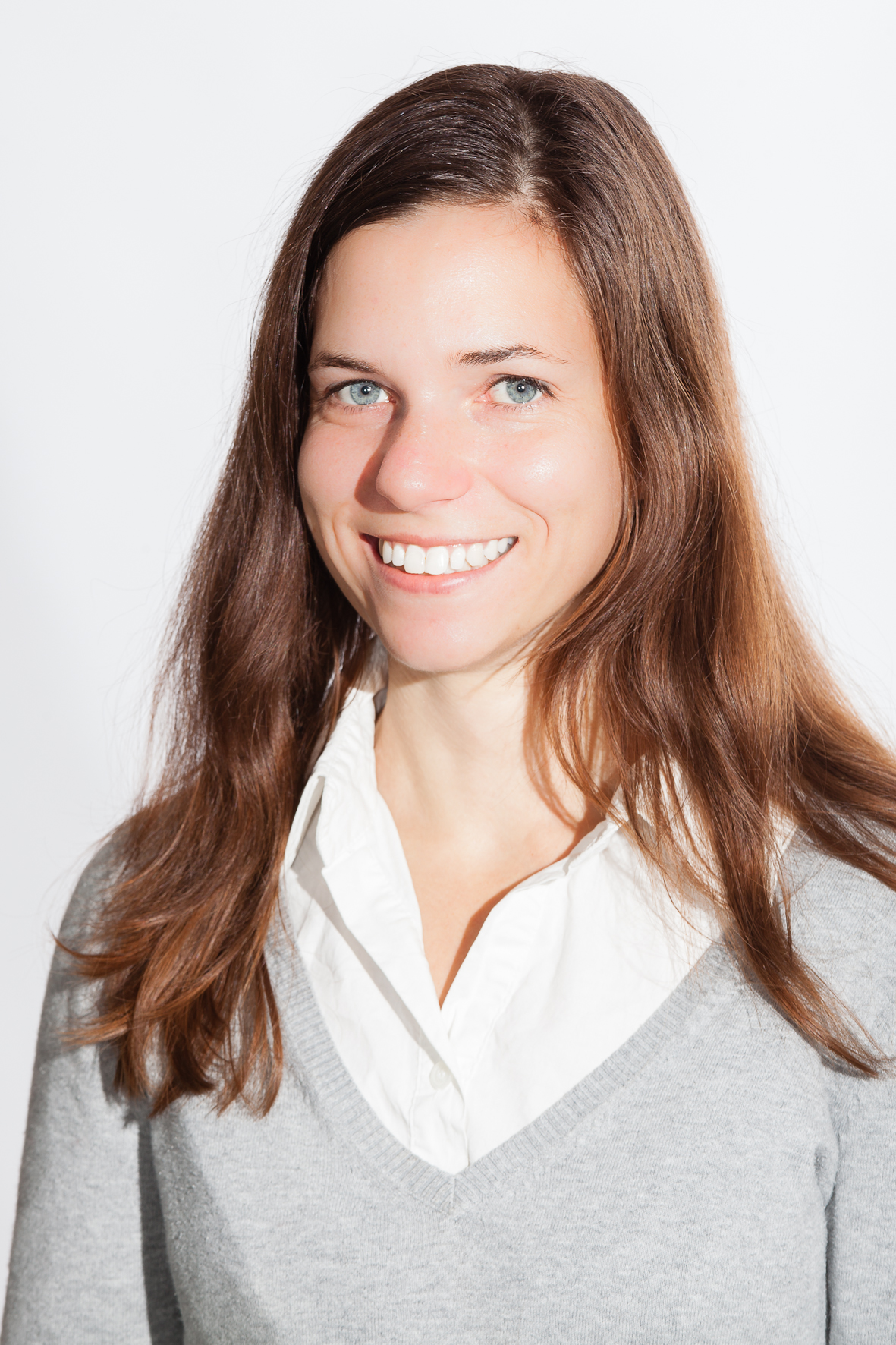
Julia Probst (2012)

Julia Probst (* 2. November 1981 in Neu-Ulm) ist eine deutsche Bloggerin und Politikerin (zunächst Piratenpartei, Demokratie in Bewegung und dann Bündnis 90/Die Grünen). Überregional bekannt wurde sie als gehörlose Lippenleserin durch die Fußball-Weltmeisterschaft 2010, bei der sie unter dem Hashtag #Ableseservice Fußballern und Trainern auf und am Spielfeld Worte von den Lippen las. Als Aktivistin engagiert sie sich zu Inklusion und Barrierefreiheit.

## Werdegang
Julia Probst, Tochter eines algerischen Vaters und einer deutschen Mutter, kommt aus der Nähe von Neu-Ulm. Im Alter von etwa einem Jahr wurde bei ihr Gehörlosigkeit diagnostiziert. Trotzdem besuchte sie als Kind eine Grundschule für Hörende und wuchs lautsprachig auf, hatte zuvor allerdings als Kleinkind einen Gehörlosenkindergarten besucht. Erst im Alter von siebzehn Jahren lernte sie Gebärdensprache, Deutsch in Wort und Schrift ist für sie nicht Fremd-, sondern Muttersprache.
Überregional bekannt wurde sie mit der Fußball-Weltmeisterschaft 2010, als sie unter dem Hashtag #Ableseservice begann, Fußballern und Trainern von den Lippen zu lesen. Auf die Idee kam sie, als sie bei der WM 2006 bemerkte, dass sie dank des Lippenlesens oft mehr mitbekam als ihre hörenden Freunde. Bei der EM 2012 bekannte Joachim Löw, sich zukünftig „ein bisschen hüten“ zu müssen. Bei der EM 2016 mutmaßte die Deutsche Presse-Agentur, ihr #Ableseservice fände inzwischen so viel Beachtung, dass einige Spieler beim Sprechen gelegentlich die Hand vor den Mund hielten. Aber auch bei der WM 2018 wurden ihre Tweets wieder aufmerksam von den Redaktionen beobachtet.
Bereits bevor sich Probst im Juni 2010 bei Twitter anmeldete, hatte sie im August 2005 ihren Blog „MeinAugenschmaus“ bei blogspot mit dem Ziel begonnen, „Barrieren in den Köpfen der Menschen zu beseitigen“.
Beruflich war Probst ab August 2012 als Social-Media-Beraterin eines Münchner Anbieters mobiler Dolmetscherdienste für gehörlose und schwerhörige Menschen tätig. Daneben arbeitet sie freiberuflich als Lippenleserin für Fernsehsender wie z. B. Sky Deutschland.
2015 schrieb Probst gemeinsam mit (dem mit ihr nicht verwandten) Peter Probst das Drehbuch für die im Januar 2016 ausgestrahlte Tatort-Folge „Totenstille“.
Die rheinland-pfälzische Ministerpräsidentin Malu Dreyer berief Probst von Oktober 2016 bis Mitte 2017 in den „Landesrat für digitale Entwicklung und Kultur“, der die Digitalisierung in Rheinland-Pfalz fortentwickeln helfen sollte.
Von Juni 2016 bis Mai 2017 war sie beim Gehörlosenverband Hamburg e.V. Referentin des Vorstands für den Bereich Öffentlichkeitsarbeit und die Beschaffung von  Fördermitteln.

## Politisches Engagement

### Piratenpartei
Im Juli 2012 wurde Probst Mitglied der Piratenpartei und zwei Monate später auf Platz drei der baden-württembergischen Landesliste für die Bundestagswahl 2013 gewählt. Hätten die Piraten 2013 die Fünf-Prozent-Hürde überschritten, was gemäß Umfragen im Frühjahr 2012 möglich erschien, wäre Probst so die erste gehörlose Abgeordnete in der Geschichte des Bundestags geworden. Als Vorbilder nannte Probst Barack Obama, der ebenfalls über grundlegende Kenntnisse in Gebärdensprache verfügt, sowie Martin Zierold. Nach einem Auftritt gemeinsam mit Ulf Poschardt und Bruno Kramm im November 2012 in der Sendung log in auf ZDFinfo folgten zahlreiche Beleidigungen auf Twitter wie beispielsweise, Probst solle sich auf Gebärdensprache beschränken oder ihre Aussagen vorlesen lassen. Probst, deren Stimme die taz als für Hörende ungewohnt dumpf, kratzend und ohne Modulation beschrieb, kündigte zunächst eine Auszeit an. 2014 verließ sie die Piratenpartei wieder.

### Demokratie in Bewegung
Julias Probst war Spitzenkandidatin für Demokratie in Bewegung (DiB) Bayern für die Bundestagswahl 2017. Ebenfalls war sie dort Landesvorsitzende.

### Bündnis 90/Die Grünen
Probst trat erfolglos bei den Kommunalwahlen in Bayern am 15. März 2020 für Bündnis 90/Die Grünen Bayern im Landkreis Neu-Ulm als Stadtratkandidatin für Weißenhorn an. 2022 verließ Christiane Döring (Bündnis 90/Die Grünen) aufgrund eines Umzugs ihren dortigen Stadtratsposten. Für sie rückte Julia Probst nach und übernahm dieses Amt zum 16. Mai 2022. Dadurch ist sie wohl zur ersten gehörlosen Stadträtin in Bayern geworden. Bei der Aufstellungsversammlung zur Landtagswahl der Grünen Schwaben wurde sie am 21. Januar 2023 auf den aussichtsreichen Platz 5 gewählt, erreichte bei der Wahl jedoch kein Mandat.

## Sonstiges Engagement
Probst setzt sich für Inklusion anstelle von Integration gehörloser Menschen ein und plädiert beispielsweise dafür, Rollen von Behinderten in Film und Fernsehen generell nur mit Behinderten zu besetzen. Die vielfach anzutreffende Praxis, solche Rollen mit nicht-behinderten Schauspielern zu besetzen, empfindet sie als modernes Blackfacing. In ihrem Engagement für Barrierefreiheit setzt sie sich für vermehrten Einsatz von Gebärdensprachdolmetschern, Unterstützung von Durchsagen in Zügen durch Laufbänder, Einführung eines SMS-Notrufs in Deutschland (wie z. B. in Österreich bereits erfolgt) sowie ein erhöhtes qualitativ hochwertiges Angebot von Untertiteln in Film und Fernsehen ein.
So zählte Probst 2013 zu den Initiatoren einer Petition, die für die Würdigung der Leistungen von Menschen mit Behinderung bei der Neujahrsansprache sorgen sollte. Sie engagierte sich für die Beibehaltung von Gebärdensprachdolmetschern im Programm von Phoenix und bei Protesten gegen den Blutspendedienst am Universitätsklinikum Essen, als dieser sich weigerte, von Gehörlosen Blutspenden entgegenzunehmen. Probst plädiert dafür, Gehörlosen generellen Zugang zu Regelschulen zu ermöglichen und das Förderschulsystem abzuschaffen. Aus der Trennung nichtbehinderter Menschen und Menschen mit Behinderung von klein auf, wofür Probst das Schlagwort „Behinderten-Apartheid“ nutzt, resultiere eine Haltung Nichtbehinderter nach dem Motto: „Wir wissen besser als ihr selbst, was ihr braucht.“
Kritisch steht Probst Cochlea-Implantaten gegenüber: Während Spätertaubte hiervon profitieren, findet sie, dass viele Eltern anstelle der Versorgung ihrer Kinder mit Cochlea-Implantaten besser selbst die Gebärdensprache lernen sollten. Sie empfiehlt ihnen, verstehen zu lernen, dass ihr Kind eine eigene Kultur hat, die Gehörlosenkultur. Probst steht auf dem Standpunkt: „Gehörlosigkeit ist nichts, das man beheben müsste.“ Probst trug selbst zeitweise ein Cochlea-Implantat, legte es aber ab, da sie empfand, mit ihren Lippenlesefähigkeiten und ihrer Kommunikation sehr gut zurechtzukommen. Sie plädiert stattdessen für die Ermöglichung einer generellen barrierefreien Teilhabe an der Gesellschaft. So wie Rampen für Rollstuhlfahrer auch für Kinderwagen eine Erleichterung bedeuten, würden Untertitel nicht nur Schwerhörigen helfen, sondern auch Menschen, die eine Fremdsprache lernen möchten.

## Auszeichnungen
- Twitter-Chef Jack Dorsey, der sie auch bereits in das Münchner Seehaus zum Abendessen eingeladen hatte,[3] setzte einen Tweet von Probst[40] auf eine von ABC News publizierte Liste der weltweiten Top-Ten-Tweets des Jahres 2011.[41]
- 2011 wurde Julia Probst von den Goldenen Bloggern als „Bloggerin des Jahres“ ausgezeichnet.[42]
- Bei dem Blog Mädchenmannschaft wurde Probst zum „Bloggermädchen des Jahres 2011“ gewählt.[43]
- 2013 wurde ihr Blog für The BOBs nominiert.[44]

## Privates
2018 wurde Probst Mutter eines Kindes.